# Cave Nebula
Az Cave Nebula (más néven Caldwell 9) egy diffúz köd a Cepheus csillagképben.

## Tudományos adatok
Átmérője 70 fényév (6,62·1017 m). Abszolút magnitúdója 16.